# Fußball-Weltmeisterschaft 2034
Die Endrunde der 25. Fußball-Weltmeisterschaft der Männer (offiziell englisch 2034 FIFA World Cup) soll im Jahr 2034 in Saudi-Arabien, dem einzigen Bewerber für die Ausrichtung der Veranstaltung, stattfinden. Die endgültige Entscheidung über die Vergabe erfolgte am 11. Dezember 2024 gemeinsam mit der Entscheidung über die Vergabe der WM 2030.

## Bewerbungen
Der Bewerbungsprozess für die Weltmeisterschaft wurde am 4. Oktober 2023 gestartet. Bis zum 31. Oktober 2023 mussten Bewerber ihre Absichtserklärung bei der FIFA einreichen; bis Juli 2024 mussten die endgültigen Bewerbungsunterlagen eingereicht werden. Einige Länder, darunter Ägypten, Australien und China, äußerten bereits vor Start des Bewerbungsprozesses Interesse an einer Ausschreibung. Die erste offizielle Bewerbung durch Saudi-Arabien erfolgte wenige Stunden nach Bewerbungsstart. Durch die Vergabe der FIFA-Weltmeisterschaft 2026 an den nordamerikanischen Fußballverband CONCACAF (USA/Kanada/Mexiko) und der Vergabe der FIFA-Weltmeisterschaft 2030 an den europäischen Fußballverband UEFA (Spanien/Portugal), den afrikanischen Fußballverband CAF (Marokko) und den südamerikanischen Fußballverband CONMEBOL (Uruguay/Argentinien/Paraguay) sind diese Verbände nach dem Rotationsprinzip bei der Vergabe der Weltmeisterschaft ausgeschlossen. Entsprechend rief die FIFA auch nur Verbände des asiatischen Verbandes AFC und des ozeanischen Verbandes OFC zur Bewerbung auf.

### Saudi-Arabien
Am 9. Oktober 2023 reichte Saudi-Arabien seine Absichtserklärung, sich für die WM 2034 bewerben zu wollen, bei der FIFA ein und galt nun als wahrscheinlichster Ausrichter. Der asiatische Fußballkontinentalverband AFC, der als von den Golfstaaten kontrolliert gilt, hatte dafür seine Unterstützung angekündigt. Am 31. Oktober – nach dem Rückzug der australischen Bewerbung – verblieb die saudi-arabische Kandidatur die einzige. Am selben Tag bestätigte Gianni Infantino die Ausrichtung des Turniers in dem Land; formell fand die Vergabe im Dezember 2024 statt.
Das Präsidium des Deutschen Fußball-Bundes (DFB) hatte sich einstimmig für eine Vergabe an Saudi-Arabien ausgesprochen, darunter DFB-Präsident Bernd Neuendorf und 1. Vizepräsident der Deutschen Fußball-Liga (DFL) Hans-Joachim Watzke.
Zum Zeitpunkt der Entscheidung waren elf der 15 Stadien, die Saudi-Arabien als Spielorte in fünf Städten vorsah, noch nicht gebaut.

### Australien und Indonesien
Australien hatte im Oktober 2023 sein Interesse bekundet, gemeinsam mit Indonesien eine Bewerbung abgeben zu wollen. Das Land nahm noch im selben Monat Abstand von diesem Vorhaben, nachdem der indonesische Fußballverband erklärt hatte, die saudi-arabische Bewerbung zu unterstützen.

### Verband südostasiatischer Nationen
Die erste Interessensbekundung für die WM 2034 wurde durch die südostasiatischen Fußballverbände abgegeben. Die Idee eines kombinierten ASEAN-Angebots war bereits im Januar 2011 auf einem Treffen der ASEAN-Football-Federation vorgeschlagen worden. Gemäß den FIFA-Regeln ab 2017 kann die Fußball-Weltmeisterschaft 2030 nicht in Asien (AFC) ausgetragen werden, da Mitglieder der Asian Football Confederation nach der Auswahl von Katar für das Jahr 2022 von der Ausschreibung ausgeschlossen sind. Daher hätte das früheste Gebot eines AFC-Mitglieds für die Austragung der WM 2034 abgegeben werden können.
Später zog sich Malaysia aus dem Engagement zurück, doch Singapur und andere ASEAN-Länder setzten ihre Kampagne fort, um ein gemeinsames Angebot für die Weltmeisterschaft im Jahr 2034 einzureichen. Im Februar 2017 führte die ASEAN bei einem Besuch von FIFA-Präsident Gianni Infantino in Rangun Gespräche über die Abgabe eines gemeinsamen Angebots. Am 1. Juli 2017 teilte der stellvertretende Vorsitzende des indonesischen Fußballverbands, Joko Driyono, mit, dass Indonesien und Thailand ein Konsortium südostasiatischer Nationen anführen würden. Driyono fügte hinzu, dass aufgrund geografischer und infrastruktureller Erwägungen und des erweiterten Formats (48 Teams) mindestens zwei oder drei ASEAN-Länder zusammen in der Lage wären, Spiele auszurichten. Im September 2017 bestätigte der stellvertretende Vorsitzende der Thai League, Benjamin Tan, auf der Tagung des Rates des ASEAN-Fußballverbands (AFF), dass sein Verband Interesse habe, sich gemeinsam mit Indonesien um die Ausrichtung der Weltmeisterschaft 2034 zu bewerben. Bei derselben Gelegenheit bestätigte der Generalsekretär der AFF, Dato Sri Azzuddin Ahmad, dass Indonesien und Thailand ein gemeinsames Angebot unterbreiten würden. Indonesien ist das einzige südostasiatische Land, das bislang an einer Weltmeisterschaft teilgenommen hat (bei der WM 1938 noch als Niederländisch-Indien).
Im Juni 2019 kündigte der thailändische Premierminister Prayut Chan-o-cha an, dass alle zehn ASEAN-Staaten ein gemeinsames Angebot für die Ausrichtung der FIFA-Weltmeisterschaft 2034 einreichen würden. Bis zum Ende der Bewerbungsfrist am 31. Oktober 2023 ging jedoch keine Bewerbung ein.

## Kritik und Kontroversen

### Kritik an der WM-Vergabe
Kritik an der Vergabe an Saudi-Arabien bewegt sich auf drei Ebenen: am FIFA-Vergabeverfahren der Doppelvergabe der Austragungsorte für die Weltmeisterschaften 2030 und 2034, an der Menschenrechtssituation in Saudi-Arabien sowie an den Sportinvestitionen und den daraus resultierenden möglichen Abhängigkeiten von Saudi-Arabien.
Chaled Nahar kritisierte für die Sportschau die Doppelvergabe (für die Austragungsorte der WM 2030 und 2034) als Entscheidungen „[o]hne Gegenkandidaten, ohne Wettbewerb, ohne Diskussion und ohne Transparenz“. Im Zuge des Höhepunkts des FIFA-Skandals im Jahr 2015 waren im Jahr 2016 zahlreiche Reformen in Kraft getreten, darunter etwa die Abschaffung von Mehrfachvergaben (wie etwa die im Jahr 2010 zur WM 2018 in Russland und zur WM 2022 in Katar). Im Vorfeld der Doppelvergabe zur WM 2030 und WM 2034 (an Saudi-Arabien) wurden Teile der Reformen (wie das Verbot der Mehrfachvergaben) durch eine Statutenänderung allerdings wieder revidiert.
Im Vorfeld der Vergabe hatten Menschenrechtsorganisationen vor einer Vergabe an Saudi-Arabien gewarnt. Das Land sei laut Bericht von Amnesty International „noch repressiver“ als Katar, Ausrichter der Fußball-Weltmeisterschaft 2022. Als Beispiele wurden von Amnesty International Einschränkungen von Frauenrechten, Kriminalisierung von Homosexualität, das Fehlen einer unabhängigen Medienlandschaft und der Mangel an Menschenrechtsaktivisten vor Ort genannt. Vor diesem Hintergrund warfen Menschenrechts- und Fan-Organisationen Saudi-Arabien vor, mit der WM 2034 Sportswashing zu betreiben. Die FIFA sah in ihrem Evaluierungsbericht zur allgemeinen Risikobewertung dagegen ein „mittleres Risiko“.
Das saudi-arabische Unternehmen Saudi Aramco wurde im Frühjahr 2024 Hauptsponsor der FIFA. In diesem Zusammenhang war bereits die fehlende Meinungs- und Versammlungsfreiheit in Saudi-Arabien kritisiert worden und es wurde auf die Ermordung Jamal Khashoggis im Jahr 2018 verwiesen. Durch Milliardeninvestitionen in den Sport verfolge Saudi-Arabien sowohl innenpolitische wie geopolitische Ziele. Über dieses Sponsoring schaffe Saudi-Arabien zudem Abhängigkeiten bei Vereinen und Verbänden.
Der norwegische Fußballverband (NFF) hinterlegte bei der Entscheidung über die Vergabe der Weltmeisterschaften 2030 und 2034 eine Protestnote. Diese richte sich nicht gegen die Ausrichter, sondern gegen das Verfahren; dieses stimme nicht mit den „Grundsätzen eines soliden Governance-Systems“ überein. Diese durch den FIFA-Generalsekretär Mattias Grafström Teiel vorgelesene Protestnote der norwegischen Verbandspräsidentin Lise Klaveness stellte am 11. Dezember 2024 die einzigen „Widerworte“ der sonst unwidersprochenen Akklamation zur Wahl Saudi-Arabiens als Austragungsort dar.

### Stadienbau und Nachhaltigkeit
Zum Zeitpunkt der WM-Vergabe 2024 waren 11 der 15 geplanten WM-Stadien noch nicht gebaut. Ein Stadion wird sich in der geplanten Megastadt Neom befinden.

### Menschenrechtsverletzungen
Saudi-Arabien steht für Menschenrechtsverletzungen (wie die Ausbeutung ausländischer Arbeitskräfte, der Vertreibung, Enteignung, Verfolgung, Entführung und Tötung seiner indigenen Bevölkerung oder auch die häufige Vollstreckung der Todesstrafen) in der Kritik.